# Trigorskoïe
Le domaine de Trigorskoïe (Триго́рское, ce qui signifie Trois-Monts) est un ancien petit domaine seigneurial, aujourd'hui musée faisant partie de l'ensemble muséal de Mikhaïlovskoïe, consacré à l'écrivain Alexandre Pouchkine (1799-1837).
Le musée se trouve dans l'ancienne maison domaniale de la famille Ossipov-Wulf, amie de Pouchkine, et comprend 37 hectares de terrains, dans le raïon de Pouchkinskie Gory appartenant à l'oblast de Pskov. Il est à un kilomètre du petit village de Chaboryki non loin de la rivière Sorot. Le nom de la propriété provient de trois collines: la colline sur laquelle se trouve le village de Voronitch (à l'emplacement d'un ancien site fortifié), le monticule de Voronitch (à l'emplacement d'un site habité à la Préhistoire) et la colline de la maison.

## Historique
Le domaine est mentionné au XVIIIe siècle. Il est donné en 1762 par Catherine II au commandant de la forteresse de Schlüsselburg Maxime Vyndomski, dont le fils, Alexandre Maximovitch, en hérite, puis la fille de ce dernier, Praskovia Ossipova (1781-1859), en 1813. Elle avait épousé en 1799 un aristocrate, Nikolaï Wulf, qui meurt la même année que son père. Elle épouse en secondes noces le conseiller d'État Ivan Ossipov en 1817. Elle a cinq enfants de son premier mariage et deux de son second mariage et élève en plus la fille, Alexandra, du premier mariage d'Ivan Ossipov (ce dernier meurt le 5 février 1824).
La maison est simple et d'un confort sommaire. C'est une longue maison de bois sans étage, au bord d'un étang. Praxovie s'y installe  définitivement dans les années 1820. C'est l'ancienne filature de toile du domaine. Elle fait mettre un petit fronton à la grecque sur la façade de chacun des petits côtés pour rappeler la condition de son propriétaire. Sinon elle ressemble plus par son aspect extérieur à la maison d'un paysan aisé, mais il y a toutefois sur toute la longueur une entrée, un salon, une salle à manger, une bibliothèque, la chambre de la maîtresse de maison, la chambre du fils aîné Alexeï Wulf, la chambre des filles aînées, la chambre des enfants, la salle de classe, une chambre d'invité au fond avec une cuisine, un office et un cellier. Malgré sa simplicité, la maison est bien plus confortable que la petite demeure de Pouchkine à Mikhaïlovskoïe, où il est assigné à résidence par le gouverneur d'Odessa avec l'accord de Nicolas Ier, de juillet 1824 à septembre 1826. Il y vient donc souvent en visite pour tromper son ennui. De plus la bibliothèque qu'avait commencé à rassembler Alexandre Vyndomski est assez fournie. Viennent aussi en séjour les nièces de la maîtresse de maison, Anna Wulf et Anna Kern. Cette dernière fait un séjour chez sa tante en juin 1825 et retrouve Pouchkine qu'elle connaissait depuis 1819. En 1826, le poète Nikolaï Iazykov est invité. Les deux poètes composent des poèmes, dont Trigorskoïe que Iazykov dédie à la maîtresse de maison. La maison est entourée de prés à côté d'un bois.

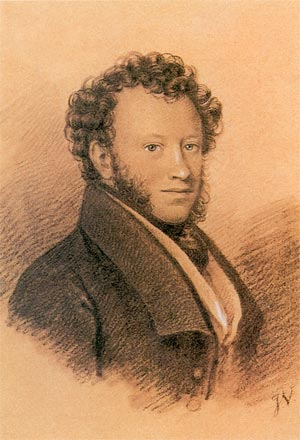
Portrait de Pouchkine à son retour d'exil en 1826 par Vivien
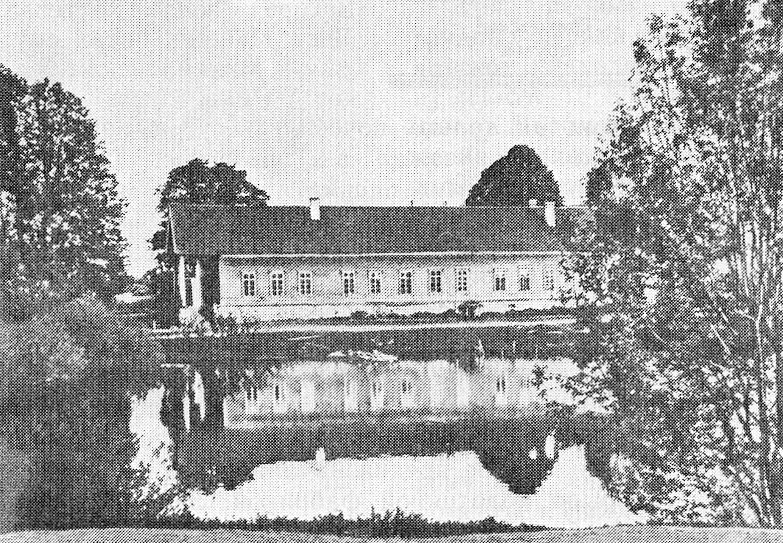
Vue de la maison à la fin du XIXe siècle
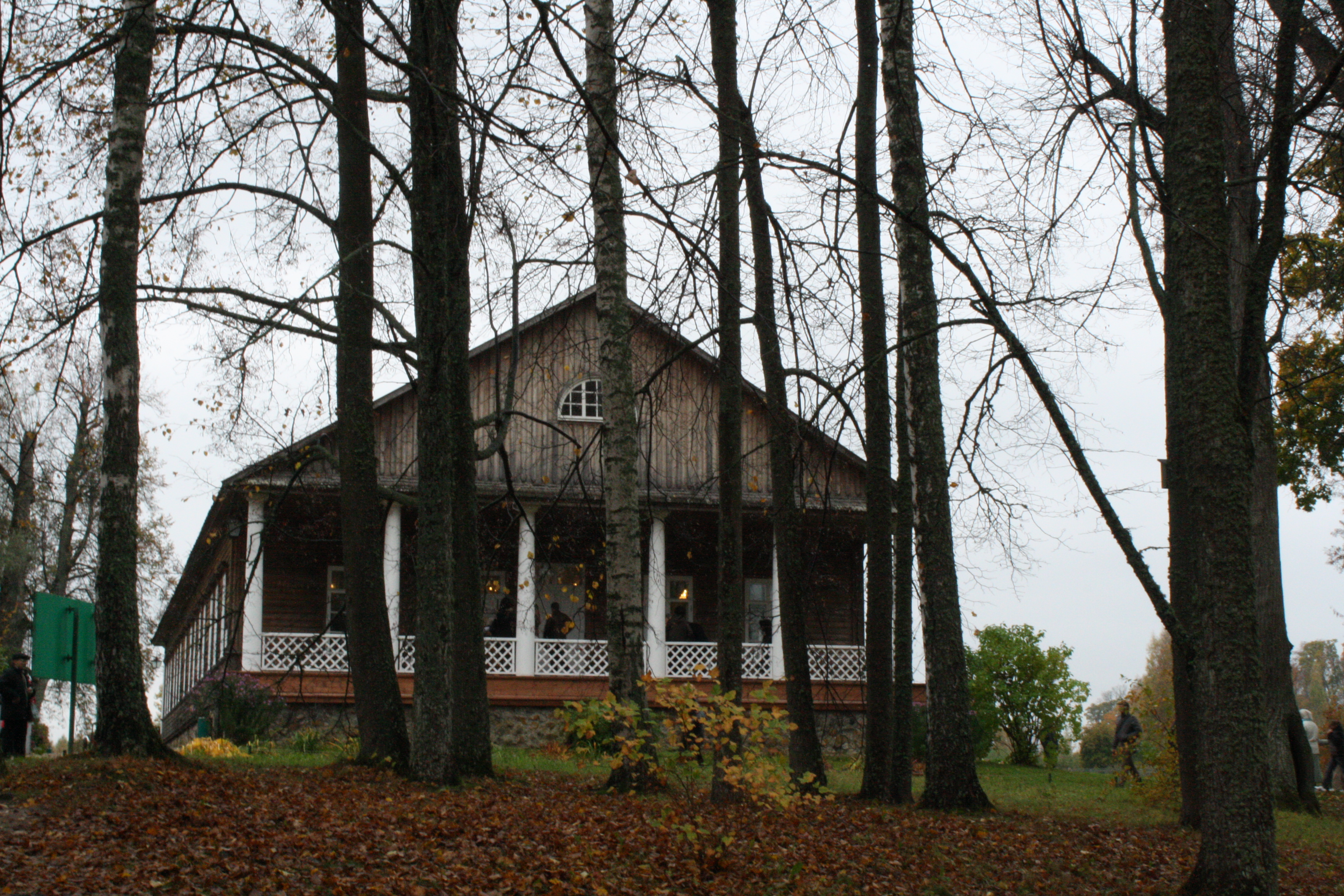
Vue de la façade arrière

En février 1918, les paysans des environs incendient la maison. Le domaine est inscrit en 1922 comme partie de la réserve de Mikhaïlovskoïe. La maison est reconstruite en 1962 sur ses fondations en copiant exactement son aspect d'autrefois selon les plans de l'architecte Vsevolod Smirnov. Les pièces sont meublées et décorées selon le style les anciennes maisons de campagne domaniales de l'époque du romantisme russe, avec aussi des tableaux, des objets ayant appartenu aux proches de Pouchkine et certains objets de la famille Ossipov-Wulf conservés ailleurs.
Le parc, qui avait été dessiné par Alexandre Vyndomski, comporte trois étangs, un verger, des allées, le « banc d'Onéguine », une cabane de bains, telle qu'elle existait autrefois, le « chêne solitaire », et d'autres lieux évocateurs.

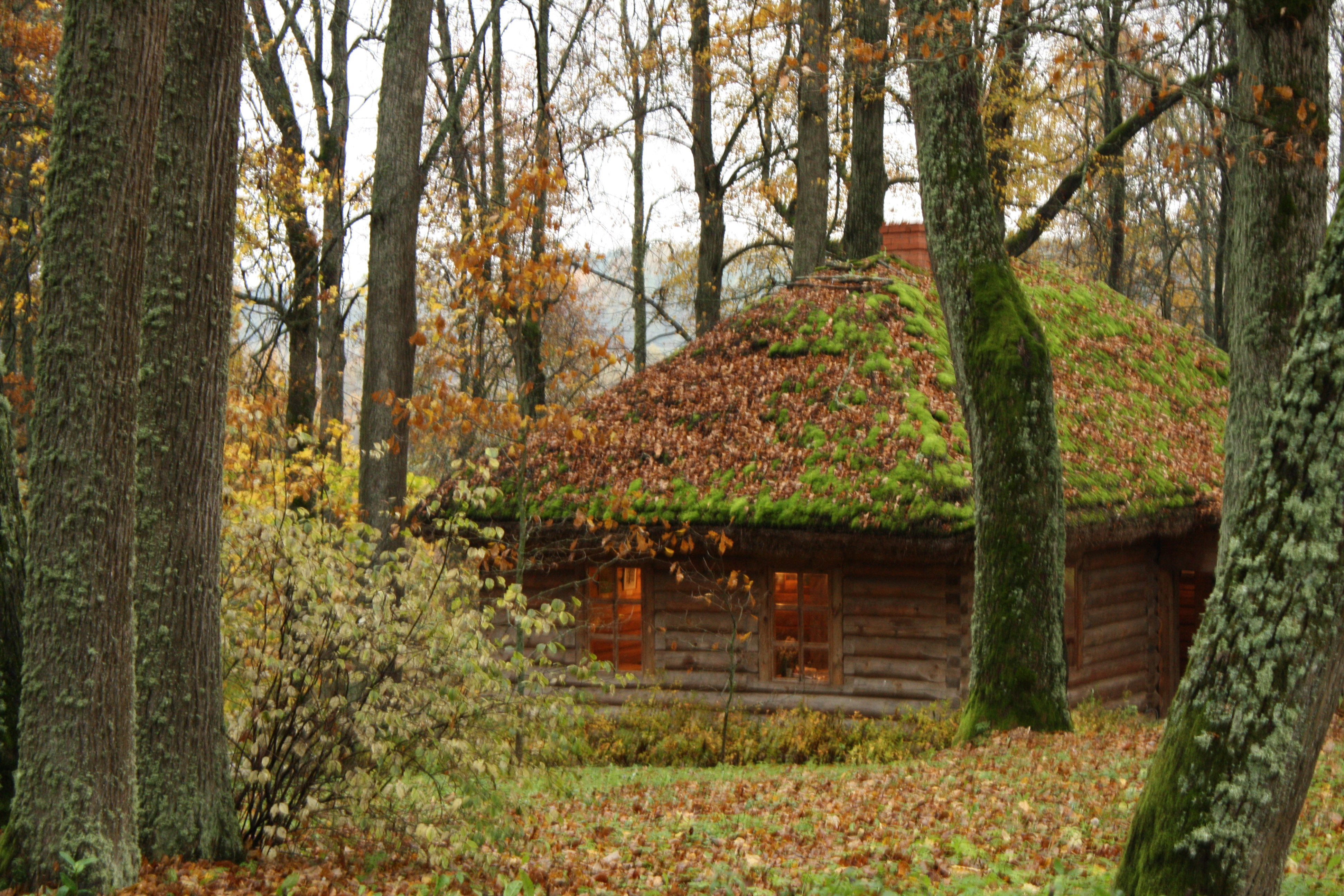
La cabane de bains
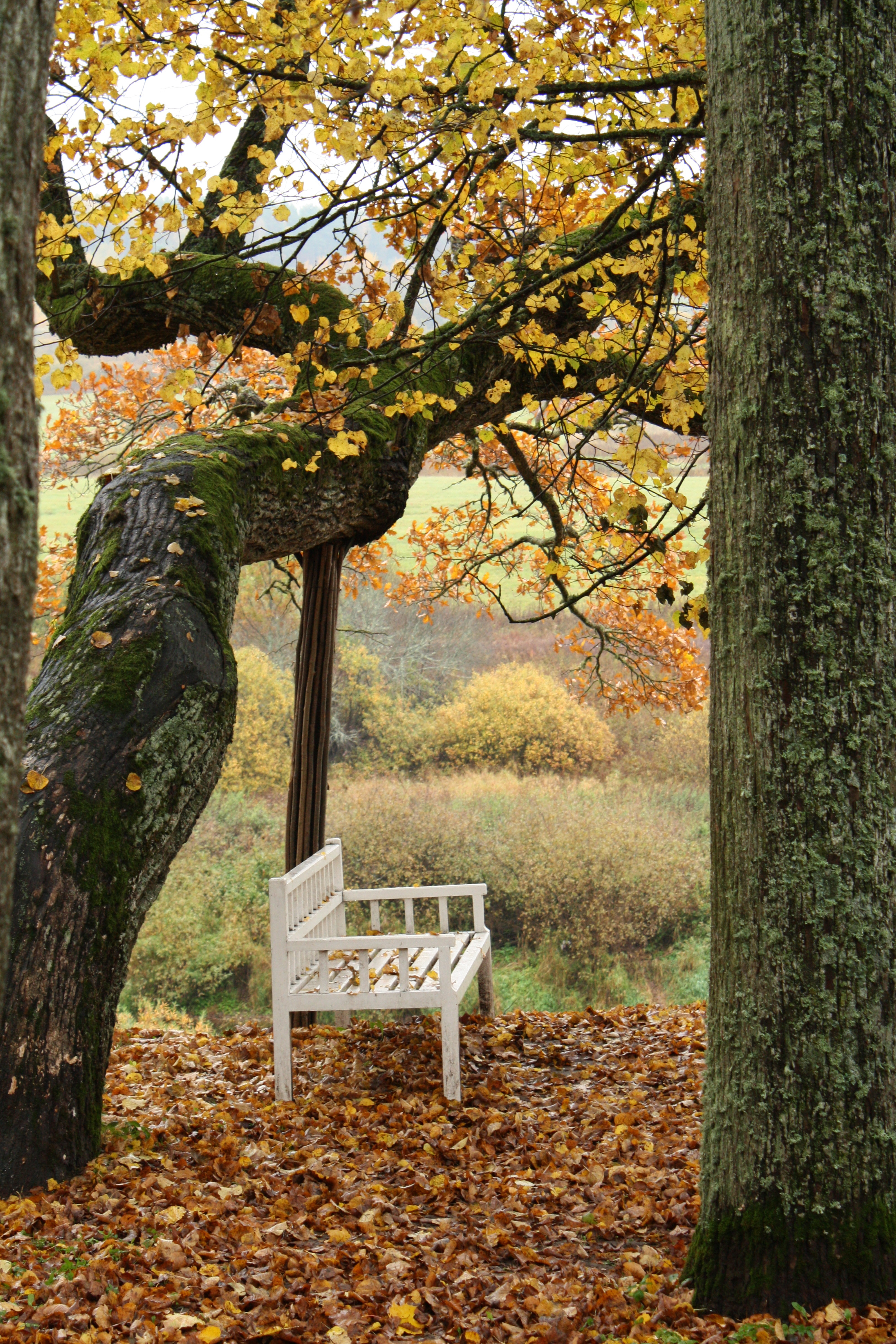
Le « banc d'Onéguine »
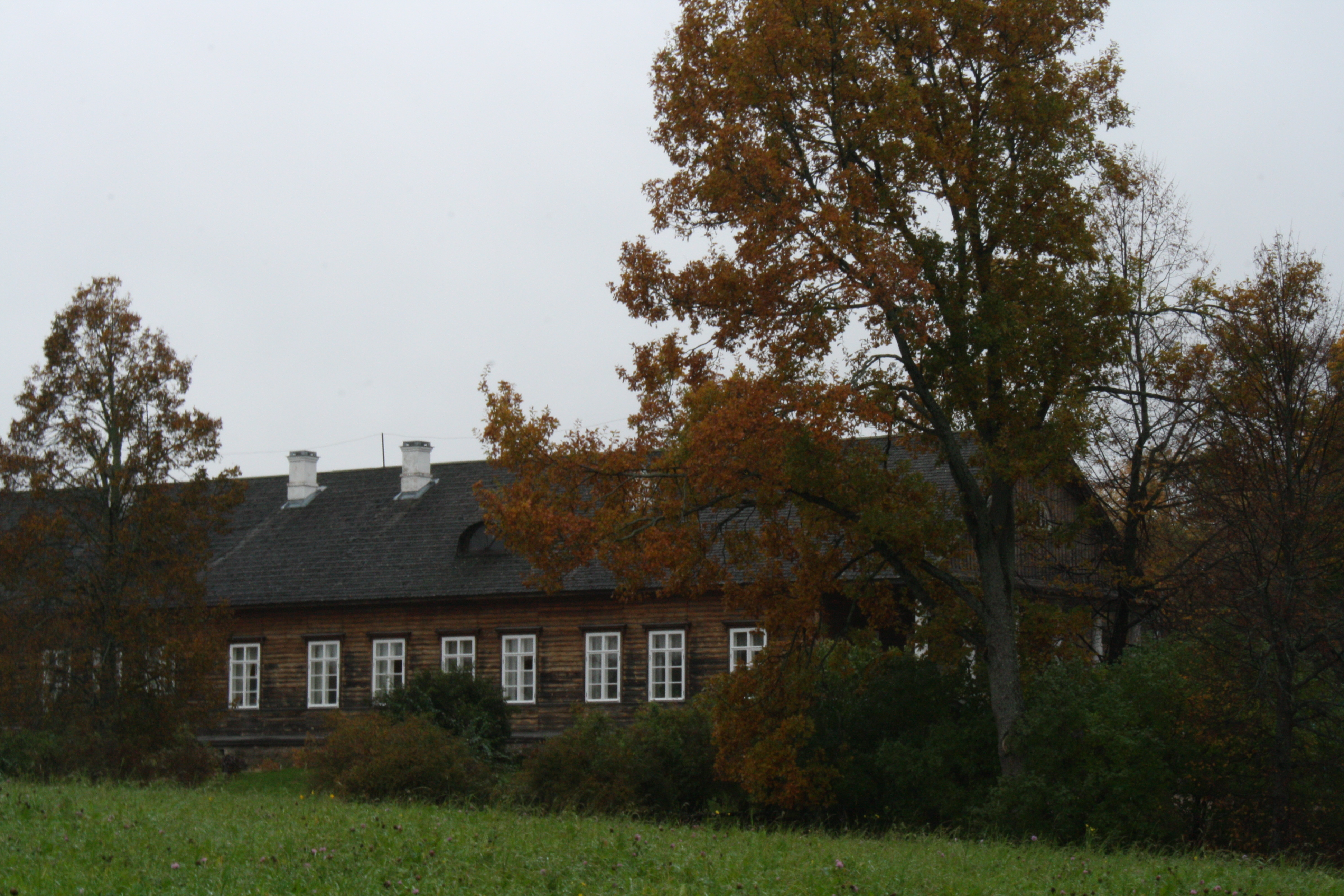
Vue latérale de la maison
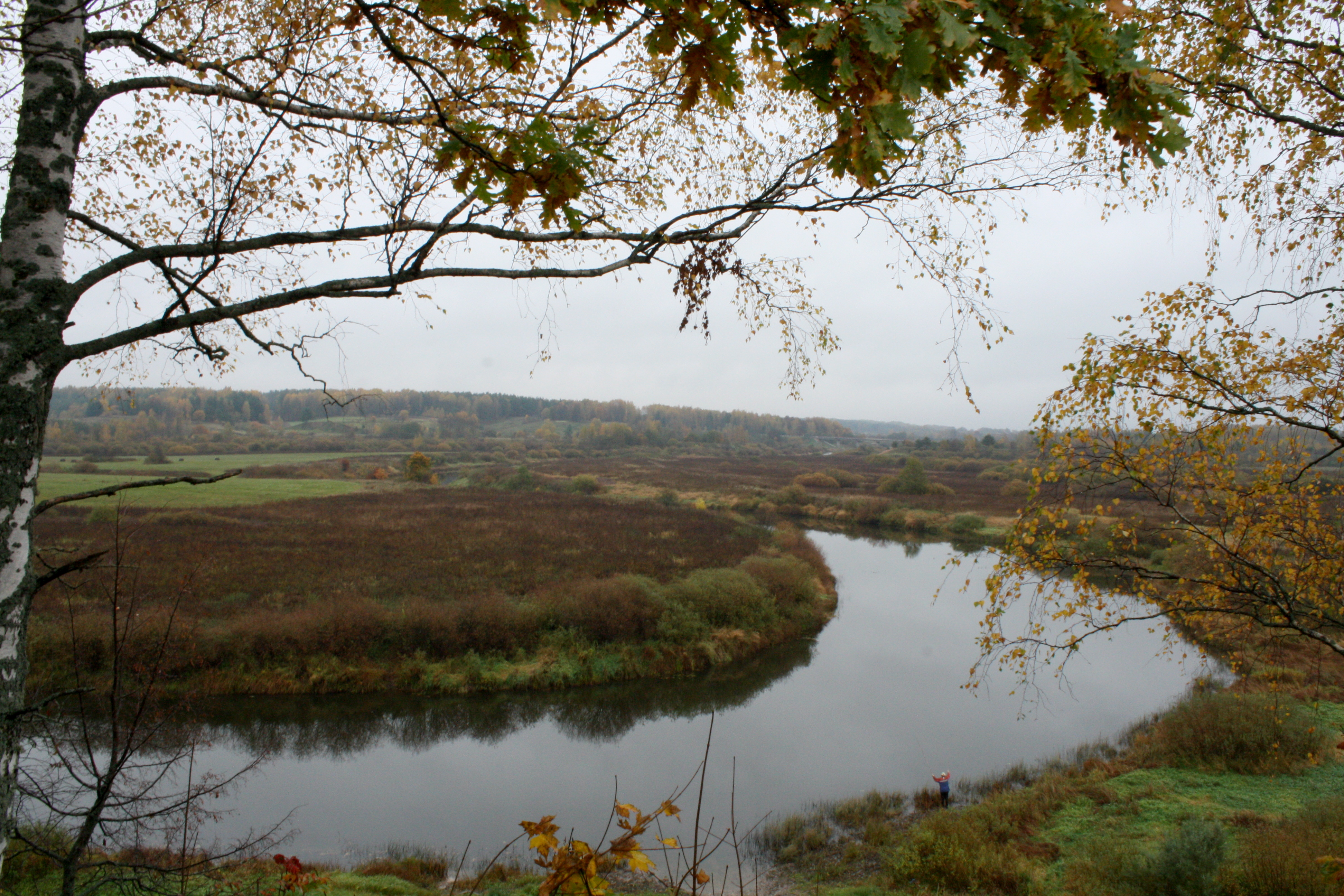
Vue de la rivière Sorot au mois d'octobre

## Pouchkine et Trigorskoïe
Pouchkine fait la connaissance de la famille Wulf-Ossipov lors de son premier séjour à Mikhaïlovskoïe, l'année de ses dix-huit ans, alors qu'il avait déjà terminé le lycée de Tsarskoïe Selo, mais c'est surtout à son retour d'Odessa en juillet 1824 pendant son exil qu'il tisse des liens d'amitié. Il se rend à cheval presque tous les jours à Trigorskoïe. Il dédie plusieurs poèmes à la maîtresse de maison, comme Pastiches du Coran; Pardon, chênaies fidèles; Bientôt, peut-être, composé le 25 juin 1825; Les Dernières fleurs, composé en 1825, etc.
Il restitue l'atmosphère du domaine dans Eugène Onéguine avec les jeunes filles de la maison. Eupraxie Wulf (1809-1883) est mentionnée dans la fameuse « liste de Don Juan de Pouchkine ». Il lui dédie Si la vie te trompe, ainsi que le 1er juillet 1826, Un conseil pour vous Zina. Pouchkine correspond aussi avec Alexeï Wulf qui étudiait alors à l'université de Dorpat (1822-1826) et venait en vacances à Trigorskoïe. C'est grâce à lui qu'il fait la connaissance du poète Nikolaï Iazykov.
L'un des plus beaux poèmes de Pouchkine est dédié à Alexandra Ossipova en 1826, Aveu dont les premières lignes sont 
Je vous aime, bien que j'enrage,
Bien que ma peine soit en vain,
Et de mon stupide destin
Je fais à vos genoux l'hommage.
Je suis trop laid; je n'ai plus l'âge,
Mais les symptômes sont trop clairs:
Au lieu d'être sage,
Je suis amoureux comme un clerc.
Quand vous n'êtes pas là, je bâille;
Quand vous êtes là, patiemment,
Je m'empêche, vaille que vaille,
De me déclarer votre amant.

## Source
- (ru) Cet article est partiellement ou en totalité issu de l’article de Wikipédia en russe intitulé « Тригорское » (voir la liste des auteurs).